# Vojtěch Červínek
Vojtěch Červínek (* 6. September 1948) ist ein ehemaliger tschechoslowakischer Radrennfahrer und nationaler Meister im Radsport.

## Sportliche Laufbahn
Červínek war im Querfeldeinrennen (heutige Bezeichnung Cyclocross) aktiv. Im Querfeldeinrennen gewann den nationalen Titel 1971 vor Pavel Krejčí, 1974 vor Miloš Fišera, 1975 vor Jiří Mikšík und 1976 vor Jaroslav Komoň. 1977 wurde er Vizemeister. Den tschechoslowakischen Pokal im Querfeldeinrennen (eine Jahreswertung) gewann er 1971, 1972, 1974, 1975 und 1976. 1973 gewann er den Cyclocross Aigle.
Bei den Cyclocross-Weltmeisterschaften wurde er 1971 17., 1972 8., 1973 22., 1974 8., 1975 14., 1976 4. 1977 gewann er die Bronzemedaille bei den Amateuren.

## Berufliches
Nach seiner aktiven Karriere wurde er Trainer und war später tschechoslowakischer Nationaltrainer im Querfeldeinrennen.